# 출력 임피던스
출력 임피던스(output impedance)는 전기공학의 전기 회로에서 전원 내부에 연결된 부하 회로로의 정적(저항) 및 동적(반응저항) 전류 흐름(온저항)에 대한 저항을 측정한 것이다. 출력 임피던스는 부하가 전류를 소비할 때 소스의 전압 강하 경향을 측정한 것이며, 소스 네트워크(source network)는 전송하는 회로 부분이고 부하 회로는 소비가 이루어지는 회로 부분이다.
이로 인해 출력 임피던스를 소스 임피던스(source impedance) 또는 내부 임피던스(internal impedance)라고도 한다.

## 같이 보기
- 온저항
- 입력 임피던스
- 전압 분배 법칙